# Tales of Ithiria
Tales of Ithiria è un album del 2008 scritto dal gruppo tedesco Haggard.
La traccia "Hijo de la luna" è una cover del gruppo pop spagnolo Mecano.
Il disco segna il primo lavoro della band in cui non vengono trattati fatti o personaggi storici realmente esistiti, ma (attraverso una struttura da concept album) una storia fittizia dai toni medievali scritta appositamente dal gruppo stesso
L'album ha raggiunto la 37ª posizione nella Media Control Charts tedesca.

## Tracce
1. The Origin – 1:57
2. Chapter I - Tales of Ithiria – 8:08
3. From Deep Within – 0:25
4. Chapter II - Upon Fallen Autumn Leaves – 6:37
5. In des Königs Hallen (Allegretto Siciliano) – 2:03
6. Chapter III - La Terra Santa – 4:55
7. Vor Dem Sturme – 0:35
8. Chapter IV - The Sleeping Child – 6:10
9. Hijo de la luna – 4:20
10. On These Endless Fields – 1:03
11. Chapter V - The Hidden Sign – 6:25